# Knappetra
Knappetra este un gen de molii din familia Lymantriinae.